# 파브로사우루스
파브로사우루스(Fabrosaurus)는 중생대 쥐라기 전기, 아프리카 대륙에 서식한 2족보행의 소형 초식공룡이다. '조반류'-'파브로사우루스과'에 속하는 종이다. 학명은 프랑스의 지질학자인 파브로(Jean Fabre)의 이름에서 유래되었고, "파브로의 도마뱀"이라는 의미를 갖는다. 화석은 레소토에서 발견되었다. 전체 몸 길이는 약 1m, 체중은 40kg정도 나갔을 것으로 추정된다. 앞다리는 5개의 발가락이 있고, 뒷다리는 길다. 주로 뒷다리로만 이용해 걸었을 것으로 추정된다. 파브로사우루스는 무리 생활을 했다.